# Place de la Gare (Le Raincy et Villemomble)
Pour les articles homonymes, voir Place de la Gare.
La place de la Gare est une place située à la limite du Raincy et de Villemomble.

## Situation et accès

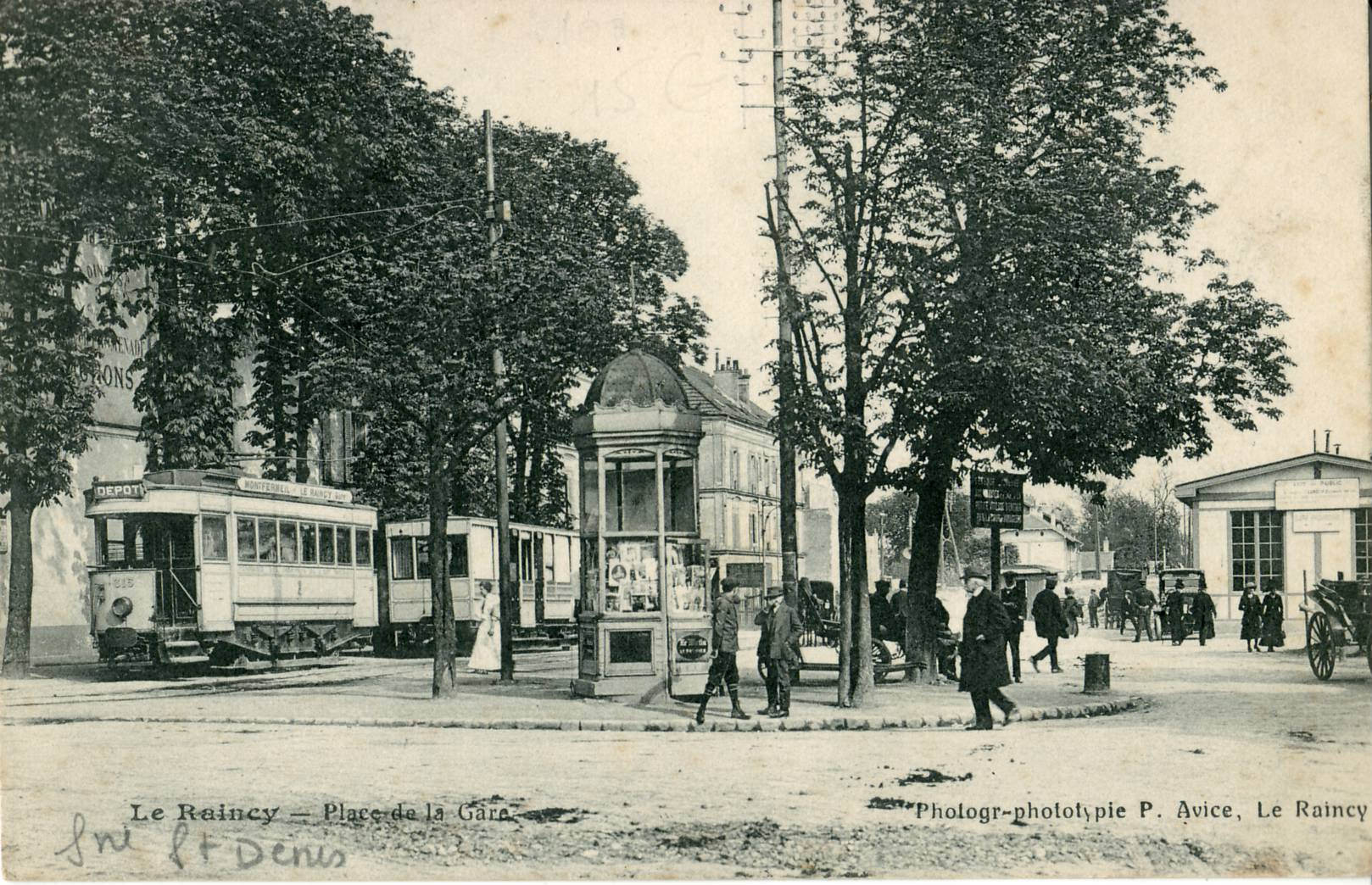
Le Raincy - Place de la Gare.

Cette place, à la limite de Villemomble et du Raincy, est le point de rencontre de plusieurs voies de communication :
- à Villemomble : la rue Bernard-Gante, l'avenue du Raincy, l'avenue Outrebon et le boulevard Carnot ;
- côté du Raincy, au nord de la voie ferrée : l'avenue de la Résistance et l'avenue du Général-Gallieni.

## Origine du nom

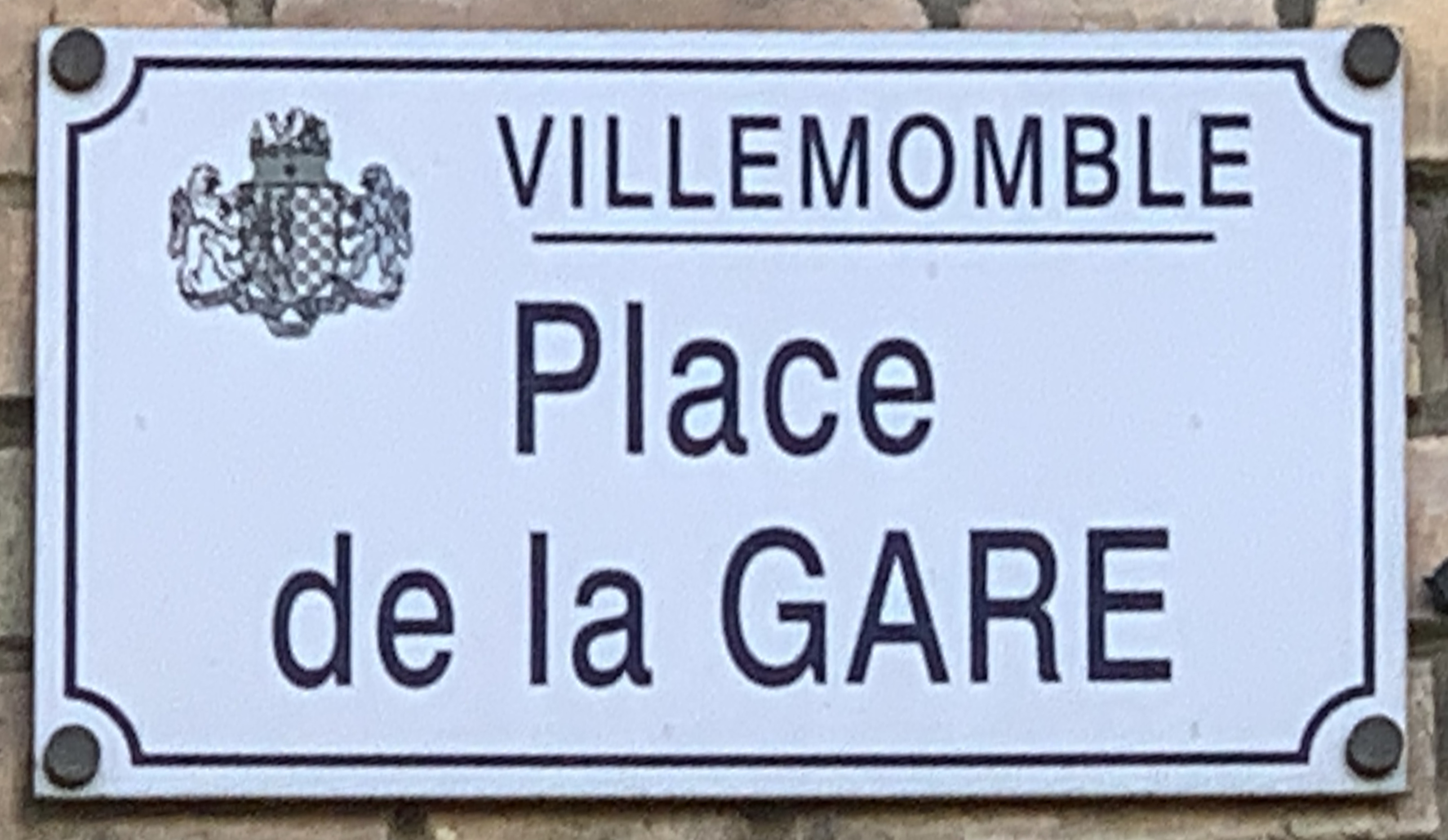
Plaque de la place à Villemomble.

Son nom vient de la gare de Raincy-Villemomble.

## Historique
L'historique de cette place remonte à la création de la gare du Raincy - Villemomble - Montfermeil, par la Compagnie du chemin de fer de Paris à Strasbourg, en 1846.
En 1914, la physionomie de ce carrefour est profondément modifiée par la suppression du passage à niveau de la gare: Un pont ferroviaire est alors construit pour permettre le passage de la voie ferrée.

## Bâtiments remarquables et lieux de mémoire
- Gare du Raincy - Villemomble - Montfermeil

## Notes et références

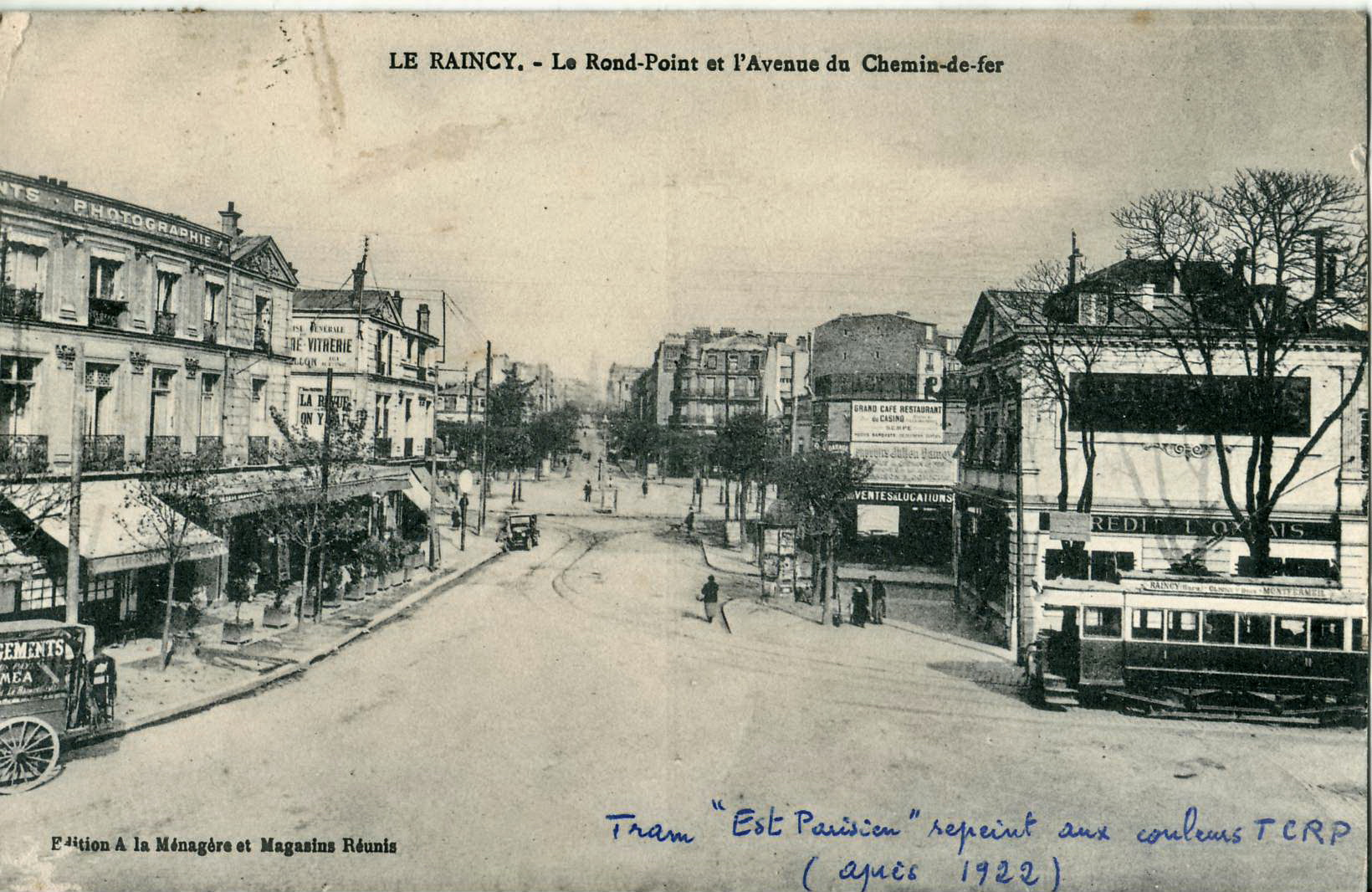
Rond-point (place du Général-de-Gaulle) et avenue du Chemin-de-Fer (avenue de la Résistance).
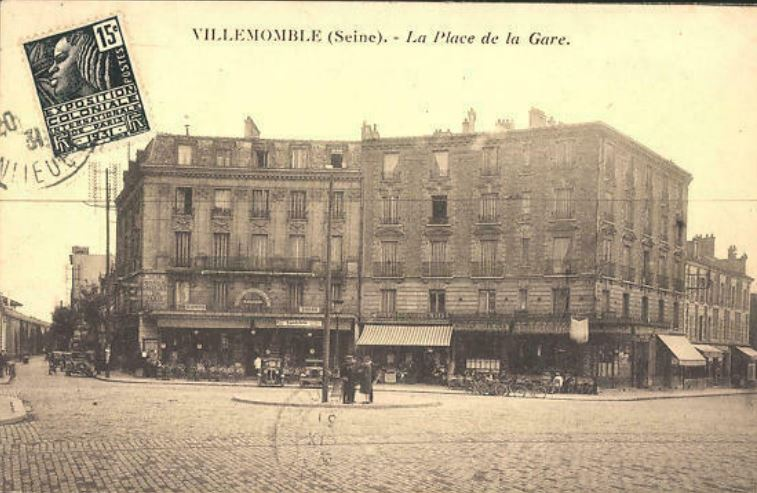
Villemomble, place de la Gare.